# The Frozen Tears of Angels
The Frozen Tears of Angels is het achtste muziekalbum van Rhapsody of Fire. Het album is uitgebracht in Europa op 30 april 2010. Dit is het eerste album dat de band bij het label Nuclear Blast uitgaf, na een langdurig dispuut met hun vorige label Magic Circle Music.
Het conceptalbum is het derde deel van "The Dark Secret Saga", die begon met Symphony of Enchanted Lands II: The Dark Secret. Dit album is wel zwaarder, sneller en meer gitaar-georiënteerd dan zijn twee voorgangers.

## Tracklist
| 1.                 | Dark Frozen World                                      | 2:13  |
| 2.                 | Sea of Fate                                            | 4:48  |
| 3.                 | Crystal Moonlight                                      | 4:25  |
| 4.                 | Reign of Terror                                        | 6:53  |
| 5.                 | Danza di Fuoco e Ghiaccio (Dance of Fire and Ice)      | 6:25  |
| 6.                 | Raging Starfire                                        | 4:56  |
| 7.                 | Lost in Cold Dreams                                    | 5:12  |
| 8.                 | On the Way to Ainor                                    | 6:58  |
| 9.                 | The Frozen Tears of Angels                             | 11:18 |
| 10.                | Labyrinth of Madness (digipack bonustrack)             | 3:59  |
| 11.                | Sea of Fate (orchestral version) (digipack bonustrack) | 3:54  |
| 12.                | Immortal New Reign (Japanese bonustrack)               | 5:29  |
| Totale duur: 66:41 |                                                        |       |

## Credits
- Luca Turilli - gitarist
- Fabio Lione - vocalist
- Alex Staropoli - keyboard
- Patrice Guers - basgitarist
- Alex Holzwarth - drums
- Christopher Lee - Album Verteller